# Nodens (Mitos de Cthulhu)
Nodens Es un personaje de ficción de los Mitos de Cthulhu, creación de Howard Phillips Lovecraft.

## Características
Nodens parece ser una de las pocas entidades de los Mitos que no resulta abiertamente hostil a la humanidad.
Suele tomar la apariencia de un humano anciano y de barba gris, aunque en otras historias aparece como un hombre de unos 30 años, pelo castaño y músculos desarrollados. Es habitual que se aparezca montando en un carruaje formado por una enorme concha marina que es tirada por seres propios de leyendas humanas o criaturas extraterrestres.
En ocasiones, ha ayudado a humanos acosados por Nyarlathotep o alguno de los Primigenios.
Lovecraft menciona a Nodens en obras como La extraña casa de la niebla, En busca de la ciudad del sol poniente o La ventana en la buhardilla.
Según la concepción de August Derleth, Nodens representa el Bien, y se enfrentó a Azathoth, representante del Mal, en una batalla cósmica cuyo resultado fue incapacitar a Azathoth, exiliándolo en el borde del espacio, así como el aprisionamiento de otros Dioses Exteriores y Primigenios que servían a Azathoth. Esta interpretación  fue criticada por muchos seguidores de H. P. Lovecraft, ya que su universo literario original era esencialmente amoral. 